# Bregården
Bregården är en stadsdel i Karlskoga belägen omedelbart söder om Karlskoga centrum, vid sjön Möckelns norra strand. Stadsdelen gränsar till Bregårdsnäset, Bofors industriområde, Skranta och Rävåsen.

## Historia

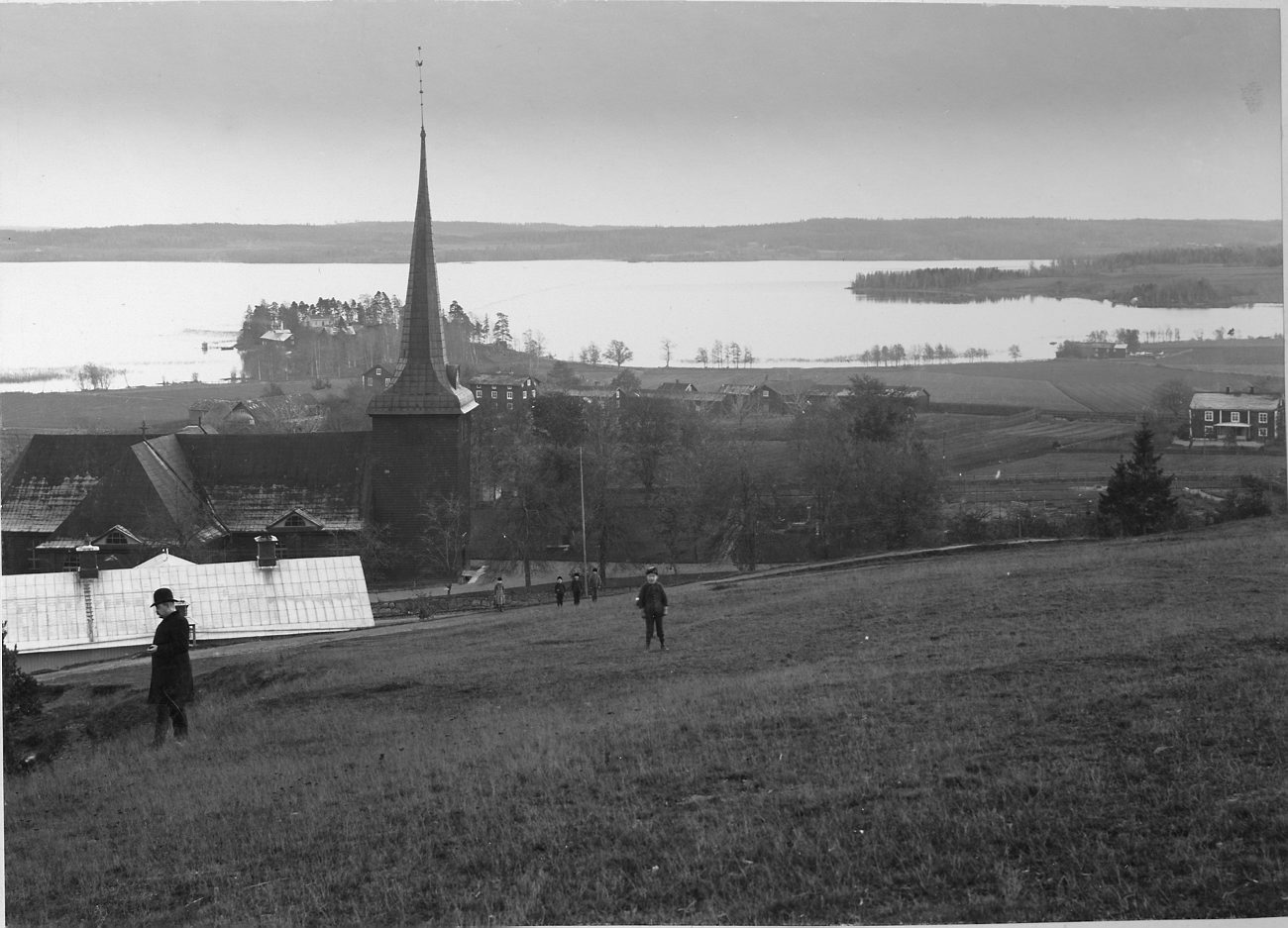
Bregården, sedd från Rävåskullen i centrala Karlskoga, var vid den tiden obebyggt och bestod av åkermark.

Gården Bregården/Bredgården finns upptagen före 1580.
I Bregården uppfördes från 1967 till 1990 flerbostadshus i området.

## Utbudet

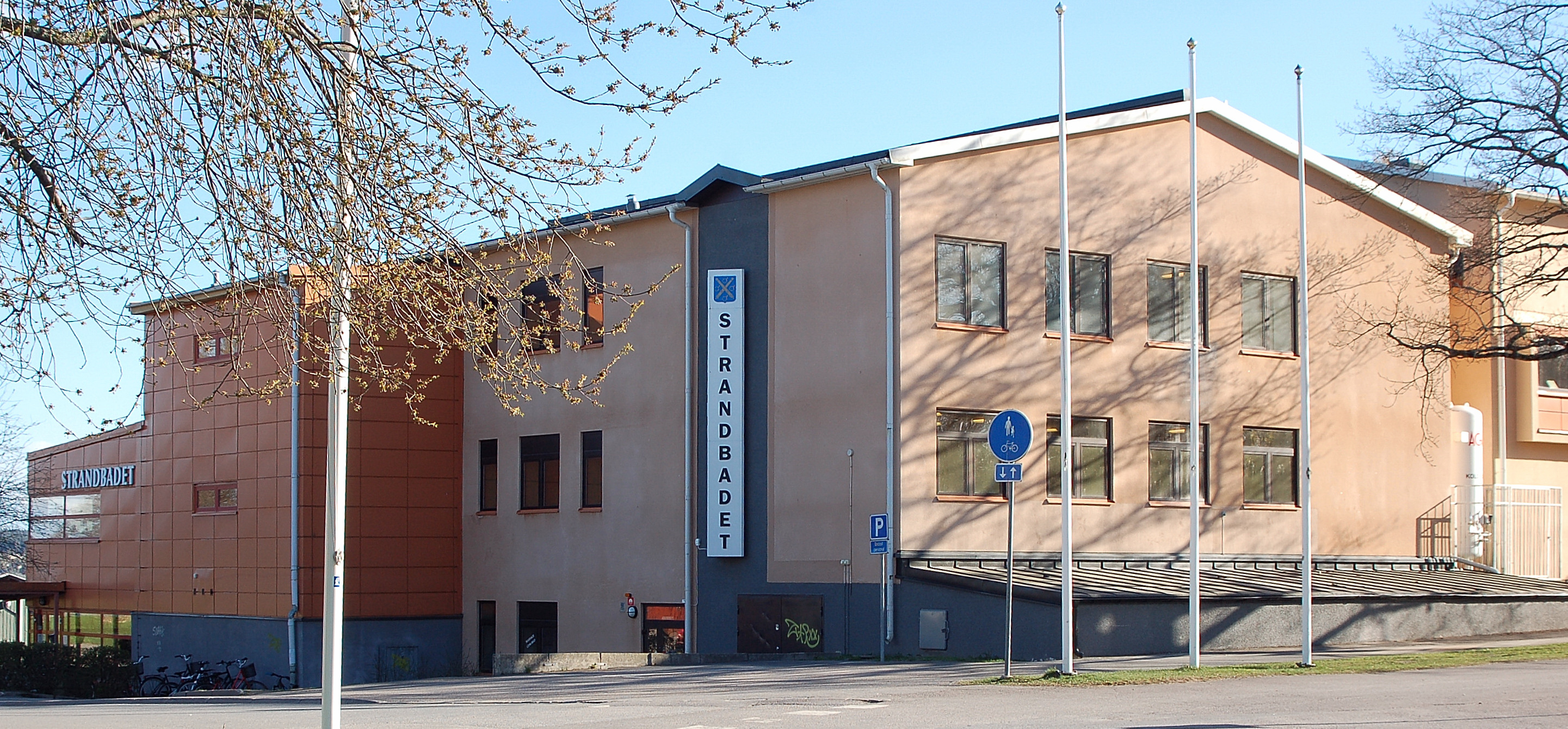
Varmbadhuset i Karlskoga ligger i Bregården.

I Bregården finns Karlskoga kommuns kulturskola, Bregårdsskolan (före detta gymnasieskola och högre allmänt läroverk), Bregårdsskolan 4–6 (mellanstadieskola), Bregårdsskolan 7–9 (högstadieskola) och badhuset Strandbadet. 
Bebyggelsen präglas av villabebyggelse uppförd under flera olika tidsperioder. I stadsdelen finns även ett flertal lägenhetshus om tre våningar. 

## Politik
I stadsdelen finns ett stort kommunalt stöd för Moderaterna, med 44,0 % av rösterna i valet 2018, valdistriktet Bregården.